# Thomas Phibel
Thomas Phibel (Les Abymes, 21 maggio 1986) è un ex calciatore francese, originario della Guadalupa, di ruolo difensore.

## Caratteristiche tecniche
È un difensore centrale.

## Carriera

### Club
Ha giocato tra Francia, Belgio, Polonia, Russia e Serbia. Da gennaio a luglio 2009 è svincolato, fino a quando firma un contratto con l'Anversa. Il 10 agosto 2012 firma per un club polacco e dopo un solo anno, il 2 settembre 2013, si trasferisce in Russia: l'Amkar Perm' paga 350000 € per il suo cartellino. Scaduto il contratto, tra il 29 gennaio e il 27 agosto 2015 si ritrova senza squadra. In seguito si accorda prima con il Mordovija, restando in Russia, quindi con la Stella Rossa, club serbo.